# (3987) Wujek
(3987) Wujek es un asteroide perteneciente al cinturón de asteroides, descubierto el 5 de marzo de 1986 por Edward Bowell desde la Estación Anderson Mesa (condado de Coconino, cerca de Flagstaff, Arizona, Estados Unidos).

## Designación y nombre
Designado provisionalmente como 1986 EL1. Fue nombrado Wujek en homenaje al ingeniero estadounidense "Joseph H. Wujek".